# Riencourt-lès-Cagnicourt
Riencourt-lès-Cagnicourt é uma comuna francesa na região administrativa de Altos da França, no departamento de Pas-de-Calais. Estende-se por uma área de 4,73 km². Em 2010 a comuna tinha 263 habitantes (densidade: 55,6 hab./km²).